# Comuna Corcova, Mehedinți
Corcova este o comună în județul Mehedinți, Oltenia, România, formată din satele Breța, Cernaia, Corcova (reședința), Cordun, Croica, Gârbovățu de Jos, Imoasa, Jirov, Măru Roșu, Pârvulești, Pușcașu, Stejaru și Vlădășești.
Viticultura a existat probabil în această zonă în timpul dacilor, fiind o zonă locuită și nu foarte îndepărtată de capitala Daciei romane, Ulpia Traiana Sarmizegetusa.
Documentar, Podgoria Corcova este recunoscută din secolul al XV-lea. Într-un hrisov datat din 29 iunie 1497, Radu cel Mare face danie Mânăstirii Tismana 300 vedre de vin provenit de la Jidoștița.

## Demografie
Componența etnică a comunei Corcova
     Români (79,74%)
     Romi (13,72%)
     Alte etnii (0,06%)
     Necunoscută (6,48%)
Componența confesională a comunei Corcova
     Ortodocși (87,25%)
     Penticostali (5,34%)
     Alte religii (0,83%)
     Necunoscută (6,58%)
Conform recensământului efectuat în 2021, populația comunei Corcova se ridică la 5.429 de locuitori, în scădere față de recensământul anterior din 2011, când fuseseră înregistrați 5.431 de locuitori. Majoritatea locuitorilor sunt români (79,74%), cu o minoritate de romi (13,72%), iar pentru 6,48% nu se cunoaște apartenența etnică. Din punct de vedere confesional, majoritatea locuitorilor sunt ortodocși (87,25%), cu o minoritate de penticostali (5,34%), iar pentru 6,58% nu se cunoaște apartenența confesională.

## Politică și administrație
Comuna Corcova este administrată de un primar și un consiliu local compus din 15 consilieri. Primarul, Ion Giubega[*], de la Partidul Social Democrat, este în funcție din 1 noiembrie 2024. Începând cu alegerile locale din 2024, consiliul local are următoarea componență pe partide politice:
|  | Partid                          | Consilieri | Componența Consiliului | Componența Consiliului | Componența Consiliului | Componența Consiliului | Componența Consiliului | Componența Consiliului | Componența Consiliului | Componența Consiliului | Componența Consiliului | Componența Consiliului |
|  | ------------------------------- | ---------- | ---------------------- | ---------------------- | ---------------------- | ---------------------- | ---------------------- | ---------------------- | ---------------------- | ---------------------- | ---------------------- | ---------------------- |
|  | Partidul Social Democrat        | 10         |                        |                        |                        |                        |                        |                        |                        |                        |                        |                        |
|  | Partidul Național Liberal       | 4          |                        |                        |                        |                        |                        |                        |                        |                        |                        |                        |
|  | Alianța pentru Unirea Românilor | 1          |                        |                        |                        |                        |                        |                        |                        |                        |                        |                        |